# Василівка (Захарівська селищна громада)
Васи́лівка — село в Україні, у Захарівській селищній громаді Роздільнянського району Одеської області. Населення становить 485 осіб. Колишній орган місцевого самоврядування — Василівська сільська рада.
До 17 липня 2020 року було підпорядковане Захарівському району, який був ліквідований.

## Історія
Станом на 1886 рік у селі Захар'ївської волості Тираспольського повіту Херсонської губернії, мешкало 642 особи, налічувалось 130 дворових господарств, існували православна церква, школа, лікарня та земська станція.
Під час організованого радянською владою Голодомору 1932—1933 років помер щонайменше 1 житель села.

## Населення
Згідно з переписом 1989 року населення села становило 553 особи, з яких 233 чоловіки та 320 жінок.
За переписом населення 2001 року в селі мешкали 484 особи.

### Мова
Розподіл населення за рідною мовою за даними перепису 2001 року:
| Мова       | Відсоток |
| ---------- | -------- |
| українська | 90,31 %  |
| молдовська | 8,25 %   |
| російська  | 1,24 %   |